# Hecastocleis shockleyi

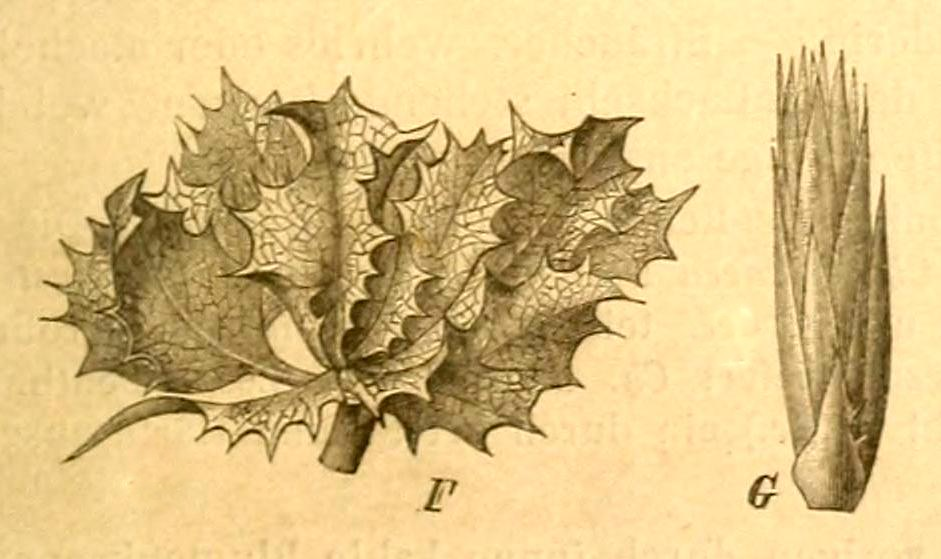
Hecastocleis shockleyi en Adolf Engler & Karl Anton Eugen Prantl, 1898 - F: Sinflorescencia con sus brácteas (no se ven los capítulos monoflorales) ; G: capítulo unifloral en preantesis

Hecastocleis shockleyi, "prickleleaf" (hoja espinosa) en inglés, es una especie de planta arbústiva singular, pues es la única del género único de la única tribu (Hecastocleideae) de la solitaria subfamilia Hecastocleidoideae en la familia Asteraceae. Es endémica del suroeste de Estados Unidos.

## Descripción
Son arbustos o subarbustos estoliníferos con profundas raíces, densos y profusamente ramificados, de un tamaño comprendido entre 40 cm y más de 1,5 m. Son glandular-puberulento o glabros, excepto unos mechones de suaves pelos en las axilas de las hojas basales marchitadas y persistentes. Tiene las hojas dimórficas, unas  —primarias y caulinares—  tiesas, alternas, de 1-3 cm de largo, sentadas y más o menos abrazadoras, lineales a estrechamente lanceoladas, paralelamente trinerviadas, con los márgenes del limbo engrosados, enteros o espinosos (3-6 espinas de 1-3 mm en la parte inferior), el haz y envés glabros o tomentosos y el ápice agudo y habitualmente espinoso, más o menos persistentes en forma de espinas acanaladas cuando secas; las otras, en facículos en las axilas de los tallos viejos, más esterchas que las caulinares y generalmente inermes. Los capítulos, desde uno hasta 5, se agrupan en  densos involucros de segundo orden (sinflorescencia), cada uno de unos 1,5-2,5 cm de diámetro, rodeados por brácteas foliaceas ovaladas blancuzcas, persistentes, de 1-2 cm de largo, con márgenes engrosados espinosos (3-9 espinias en cada lado), nervio medio peominente y conspicua nerviación anostomosada. La sinflorescencia terminal cuenta con más capítulos monoflorales (4-10), rodeados por un involucro de 4-5 brácteas. Los involucros primarios  —uno para cada flor— son cilíndricos/ fusiformes, centimétricos y sentados. Sus brácteas, en número de 20-30 y que tienen habitualmente los márgenes lanudos, se organizan en 2-5 series y son erectas, adpresas y de forma lineal/lanceolada con ápice acuminado. El receptáculo es plano, liso y glabro y soporta un solo flósculo hermafrodita fértil. Dicho flósculo, de unos 2 cm de largo, tiene una corola actinomorfa profundamente pentalobulada (lóbulos lanceolado-lineal glabros iguales, patentes en la antesis), con tubo pentanerviado y limbo de similar longitudid y de color rosado-purpúreo en la preantesis y blanco en la floración. El gineceo tiene el estilo discretamente bífido con los estigmas redondeados. Dicho gineceo deriva en una cipsela de color pardo a negruzco, mediocentimétrica, cilíndrica, glabrescente y con 4-5 nervios longitudinales difusos; su vilano, de 1-2 mm, está constituido por 6 escamas desiguales lanceoladas o multidentadas, a menudo coalescentes y formando así una corona lacerada.

## Distribución y hábitat
Es un endemismo estricto y puntual de los desiertos montañosos del suroeste de Estados Unidos (Estados de California y Nevada)  donde, aparentemente, no está en peligro ni amenazada. (Rounded Global Status Rank: G4
). Crece en las fisuras de acantilados abruptos y en laderas rocosas bien drenadas, sobre suelos arenisados graníticos, basálticos y  sobre caliche entre 1700 y 2000 m en ambientes  desérticos. Florece  desde abril hasta junio.

## Taxonomía
Hecastocleis shockleyi fue creado y descrito, sin figuración, por Asa Gray y publicado en Proceedings of the American Academy of Arts and Sciences, vol.17, p. 221, 1882.
Etimología
- Hecastocleis: voz compuesta por los vocablos griegos έχαστος, -η, -oν, cada uno, y χλείω, encerrar, enprisonar, o sea «cada flor encerrada», por los involucros capitulares que tienen solo una flor cada uno.[12][13]
- shockleyi: en honor al ingeniero de minas estadounidense William Hillman Shockley, que fue uno de los primeros botánicos eventuales que colectó la especie en los desiertos montañosos del Estado de Nevada (USA).[14]

Filogenia
El género, y su única especie, ha sido clasificado habitualmente en la tribu Mutisieae, hasta que los estudios citológicos demuestren que no entraba en ninguna tribu ni subfamilia existentes de los Asteraceae y se crearon, entonces, unas nuevas para integralo en dicha familia. De hecho, el género estaría «a caballo» entre los Gochnatieae y los Mutisieae africanos (Dicomeae, Oldenburgia, Tarchonantheae) más los Cardueae.